# Voilà l'ordre
Pour plus de détails, voir Fiche technique et Distribution.
Voilà l'ordre est un moyen métrage français réalisé par Jacques Baratier, sorti en 1966.

## Fiche technique
- Titre : Voilà l'ordre
- Réalisation : Jacques Baratier
- Photographie : Étienne Becker
- Cadreur : Patrice Wyers
- Société de production : Argos Films - Société Nouvelle Pathé Cinéma
- Production : Anatole Dauman
- Pays de production :  France
- Format : Noir et blanc - 35 mm
- Durée : 46 min
- Date de sortie :
  - France : 1966

## Distribution
- Arthur Adamov
- Antoine
- Louis Arbessier
- Raoul Billerey
- Roger Blin
- Philippe Clay
- Van Doude
- Claude Evrard
- Jean-Pierre Kalfon
- Francis Lax
- Claude Nougaro
- Bulle Ogier
- Emmanuelle Riva
- Boris Vian